# Shocked
Shocked este o melodie dance-pop, compusă de Stock, Aitken & Waterman, pentru al treilea album de studio al lui Kylie Minogue, Rhythm of Love (1990). A fost produs de SAW, primind recenzii pozitive de la critici. Cu toate că melodia nu fusese inițial programată ca single, a devenit al patrulea și ultimul single de pe album, devenind un hit în Europa, ajungând pe locul 6 în Marea Britanie și pe 2 în Irlanda. Datorită poziției din top a melodiei, Minogue a devenit primul muzician din istoria topului britanic, care să aibă primele 13 melodii lansate în top10. Melodia a avut succes și în țara natală a acesteia (#3), Africa de Sud (#6) și Israel (#1).